# چری تیگو ۵ایکس
چری تیگو ۵ایکس (انگلیسی: Chery Tiggo 5x) یک خودروی کراس‌اوور است که توسط شرکت چینی چری اتومبیل با نام تجاری چری تیگو تولید شده‌است. این خودرو یک مدل برقی با نام تیگو ئی دارد و پلت‌فرم مشترکی با خودروی کوین شوجت عرضه شده در سال ۲۰۱۹ دارد.

## بررسی
تیگو ۵ایکس مدل تولید انبوه خودروی مفهومی چری کانسپت بتا معرفی شده در سال ۲۰۱۴ است. این پروژه در نیمهٔ دوم سال ۲۰۱۷ در بازار خودروی چین عرضه شد و از لحاظ ابعاد بین ام‌وی‌ام ایکس۲۲ و ام‌وی‌ام ایکس۳۳ قرار می‌گرفت. بسیار شبیه به موقعیت بازاریابی تیگو ۳ایکس، تیگو ۵ایکس با وجود اینکه یک مدل کاملاً متفاوت است، مدل اسپورت‌تر تیگو ۵ است.
در بازار چین، تیگو ۵ایکس تنها با موتور چهارسیلندر خطی ۱٫۵ لیتری توربوشارژر عرضه می‌شود. مدل برقی این خودرو در بازار چین با نام چری تیگو ئی عرضه می‌شود. این خودرو مجهز به یک موتور ۵۳٫۶ کیلوواتی است که با یک بار شارژ مسافت ۴۰۱ کیلومتر را می‌پیماید؛ با پیشرانهٔ تیگو ئی که ۹۵ کیلووات (۱۲۷ اسب بخار) قدرت و ۲۵۰ نیوتن متر (۱۸۴ پوند فوت) گشتاور تولید می‌کند. حداکثر سرعت این خودرو ۱۶۰ کیلومتر بر ساعت است و شتاب ۰ تا ۱۰۰ آن ۳٫۹ ثانیه است.

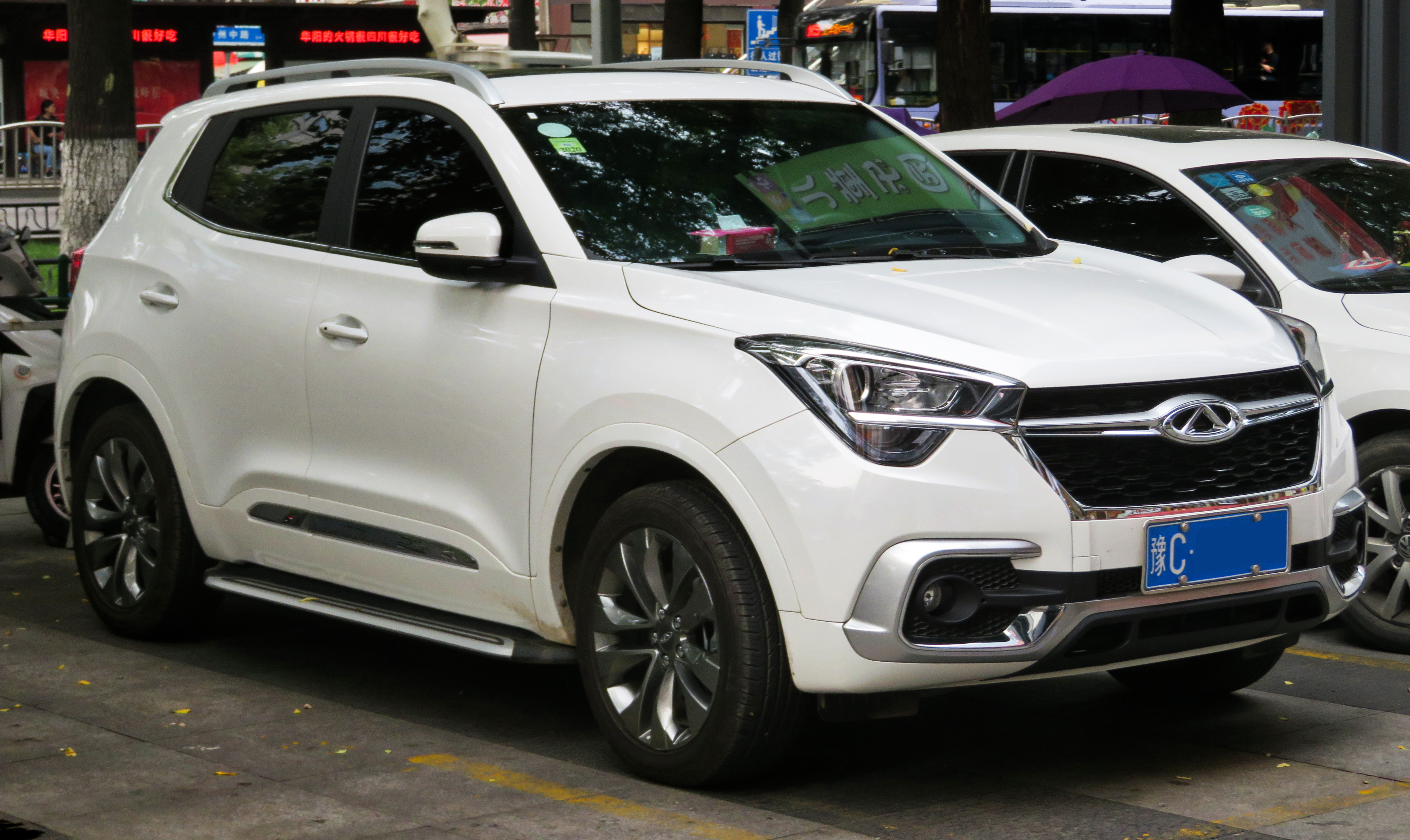
چری تیگو ۵ایکس پیش از فیس‌لیفت، نمای جلو
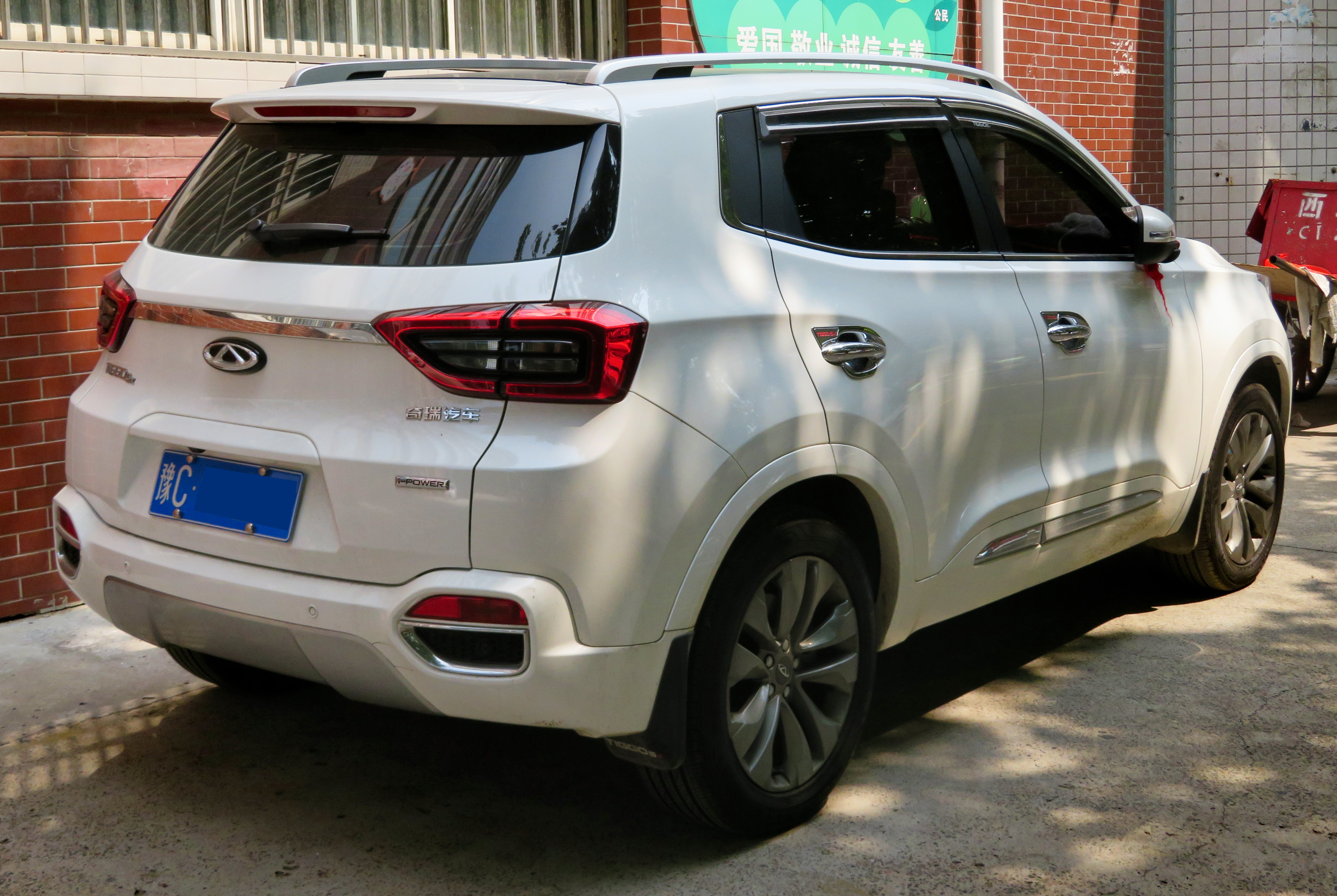
چری تیگو ۵ایکس پیش از فیس‌لیفت، نمای عقب
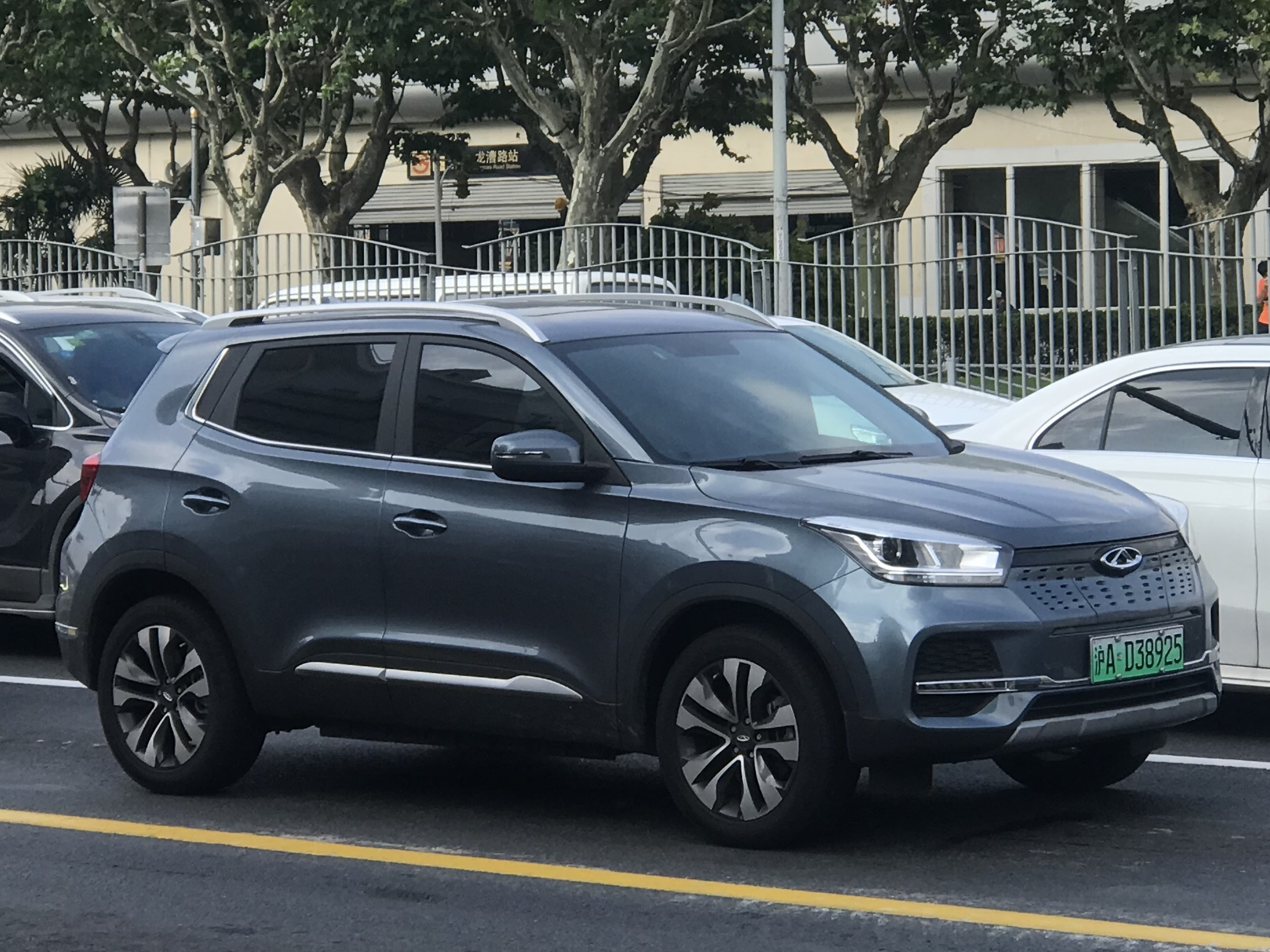
چری تیگو ئی (مدل برقی)

## فیس‌لیفت
این خودرو در سال ۲۰۱۹ دچار فیس‌لیفت شد. در این فیس‌لیفت نمای جلو و عقب دچار بازنگری شد. طراحی نمای جلو در این فیس‌لیفت شبیه به چری تیگو ۸ است.

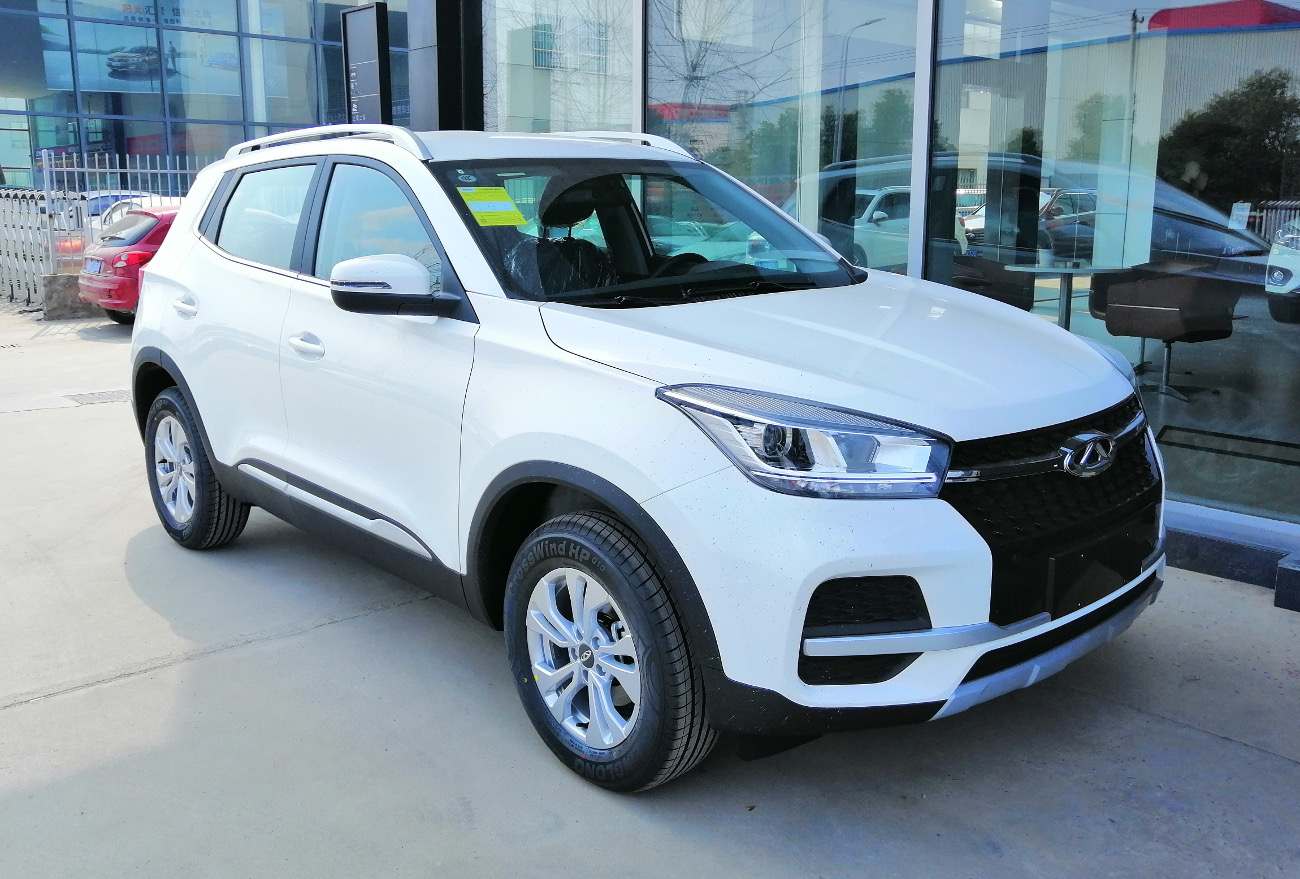
چری تیگو ۵ایکس فیس‌لیفت (۲۰۱۹)، نمای جلو
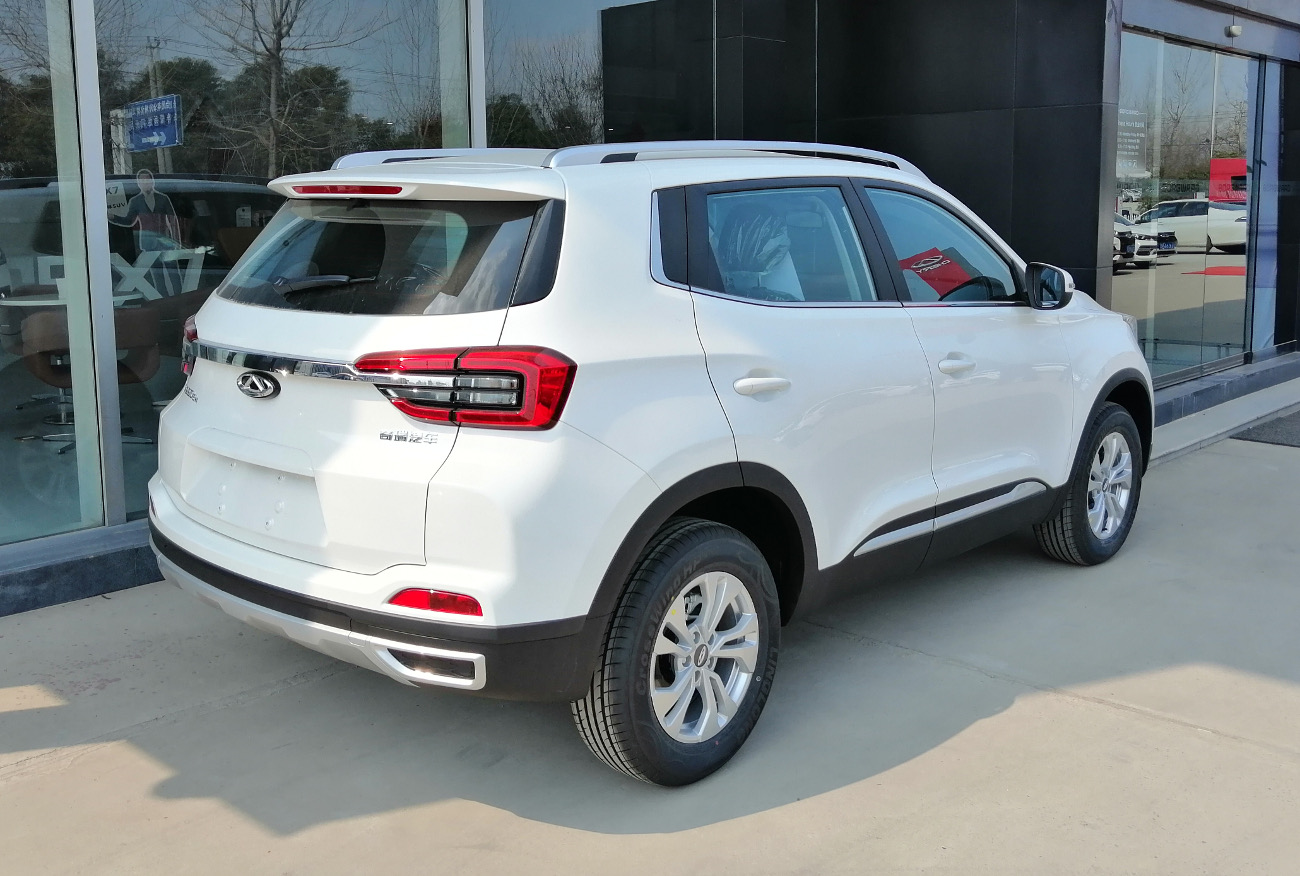
چری تیگو ۵ایکس فیس‌لیفت (۲۰۱۹)، نمای عقب

یک فیس‌لیفت دیگر از این خودرو در سال ۲۰۲۰ عرضه شد. در این فیس‌لیفت سعی شده تا نمای جلو شبیه به نسل دوم چری تیگو ۷ شود.

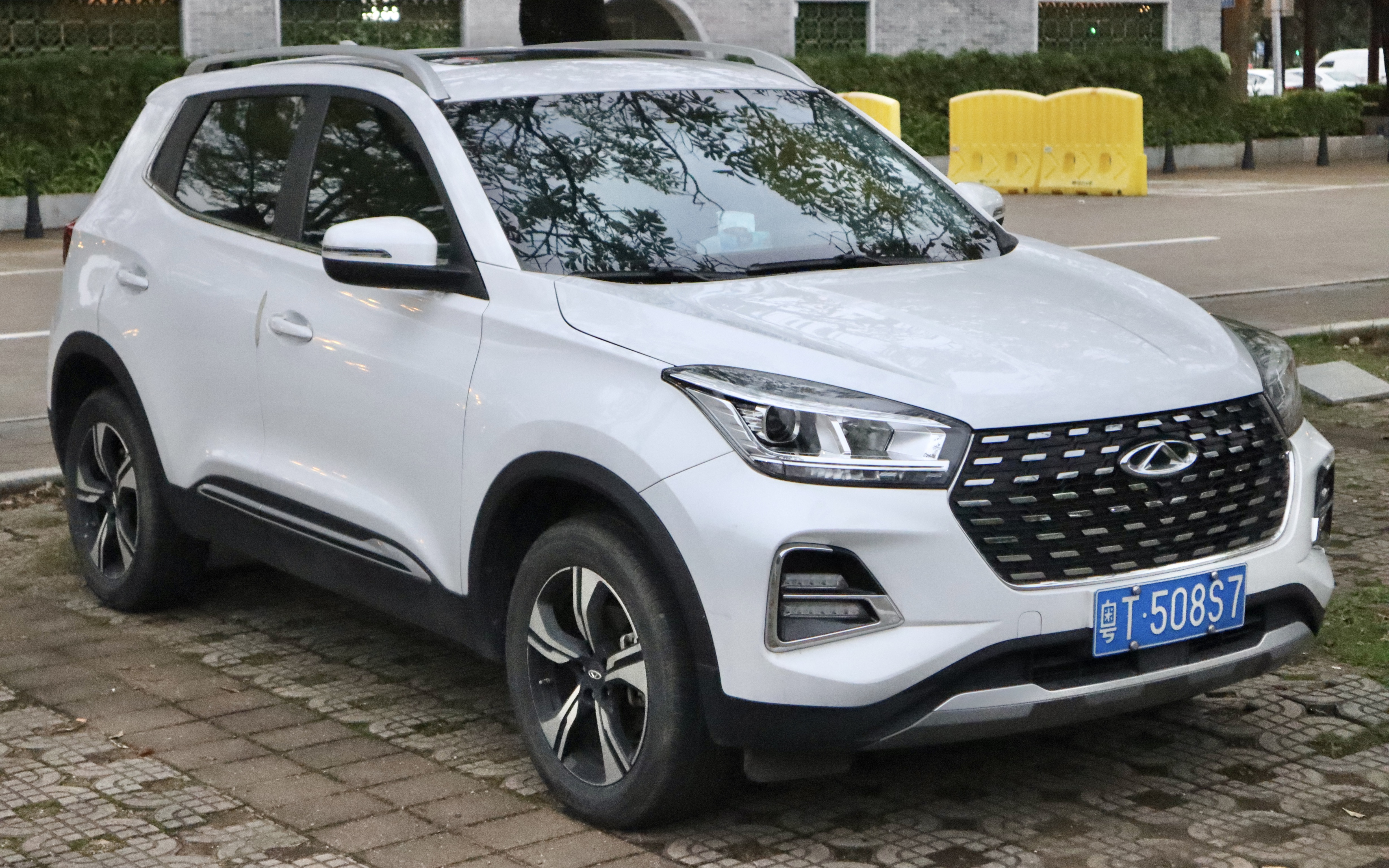
چری تیگو ۵ایکس فیس‌لیفت (۲۰۲۰)، نمای جلو
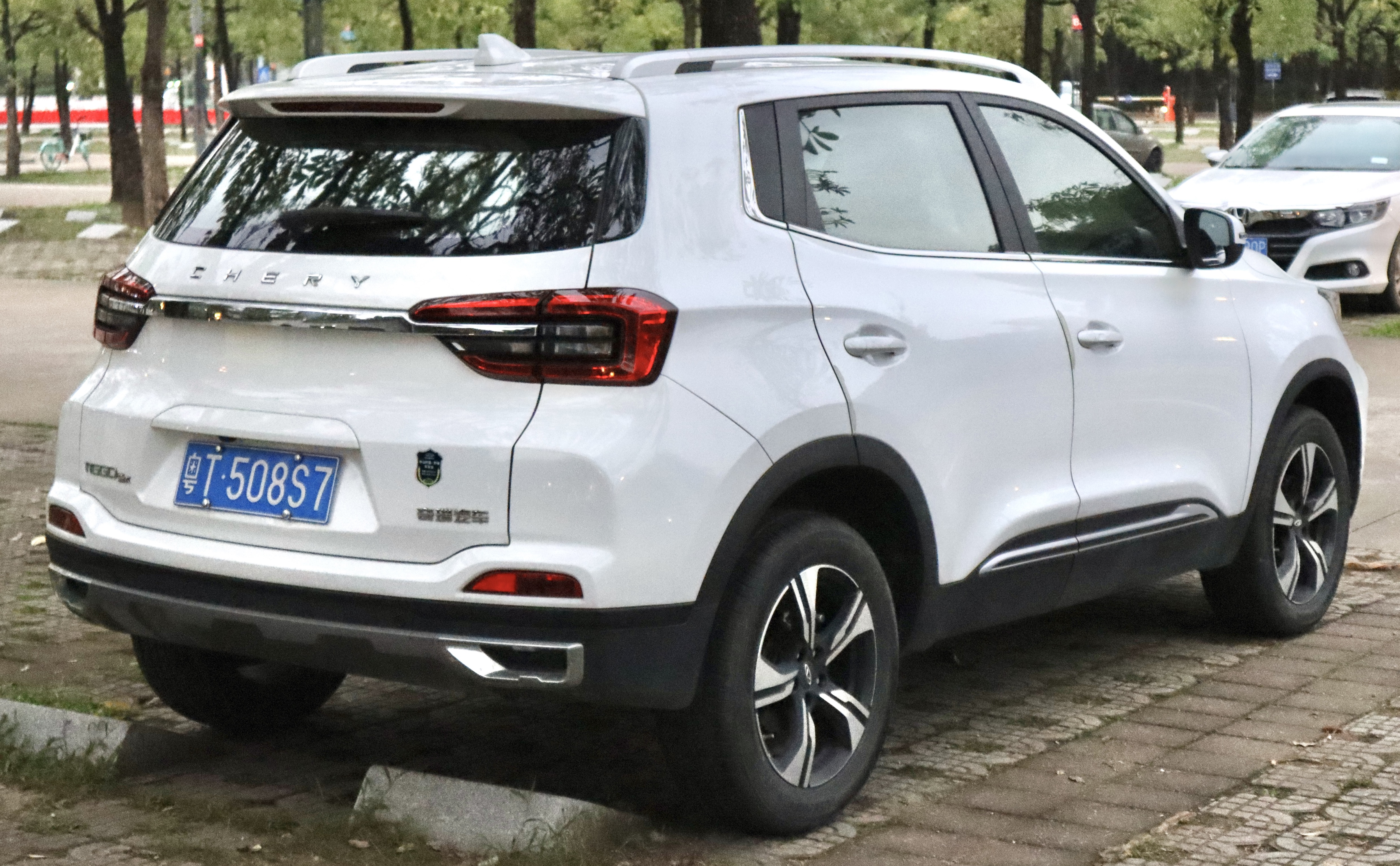
چری تیگو ۵ایکس فیس‌لیفت (۲۰۲۰)، نمای عقب

## بازارها

### آمریکای جنوبی
در پایان سال ۲۰۱۸، این خودرو در برزیل و آمریکای جنوبی با نام تیگو۵ ایکس به بازار عرضه شد و به‌طور کامل در کارخانه CAOA در آناپولیس مونتاژ شد. این خودرو در آمریکای جنوبی در دو نسخه با موتور ۱٫۵ لیتری توربو ۱۶ سوپاپ فلکس با قدرت ۱۵۰ اسب بخار (در حالت اتانول) یا ۱۴۷ اسب بخار (در حالت بنزین) همراه با گیربکس ۶ سرعتهٔ دوکلاچه به فروش می‌رسد. در برخی بازارها، موتور ۲٫۰ لیتری تنفس طبیعی بنزینی با گیربکس سی‌وی‌تی نیز ارائه می‌شود. در سال ۲۰۲۰، مدل فیس‌لیفت این خودرو با نام تیگو ۵ایکس پرو در این بازارها عرضه شد.

### ایتالیا
در مارس ۲۰۲۰، دی‌آر اتومبیلز شروع به واردات تیگو ۵ایکس با نام دی‌آر ۵٫۰ در ایتالیا کرد که مجهز به موتور اکتکو ۱٫۵ لیتری بنزینی و دوگانه‌سوز (بنزین/ال‌پی‌جی) با قدرت ۱۱۴ اسب بخار و تائیدیهٔ Euro 6D-Full است. دی‌آر ۵٫۰ در یک تیپ و با تجهیزات استاندارد شامل رینگ‌های آلیاژی ۱۸ اینچی، دو ایربگ جلو، سیستم کنترل پایداری، کنترل کشش و سیستم اطلاعات سرگرمی با نمایشگر لمسی ۹ اینچی به فروش می‌رسد.

### روسیه
این خودرو در روسیه با نام چری تیگو ۴ و در فوریه ۲۰۱۹ عرضه شد. مدل فیس‌لیفت آن با فاصلهٔ کوتاهی در اوت ۲۰۱۹ وارد بازار شد. تیگو ۴ با موتورهای ۱٫۵ لیتری و ۲٫۰ لیتری تنفس طبیعی بنزینی همراه با گیربکس دستی یا سی‌وی‌تی و موتور ۱٫۵ لیتری توربوشارژر بنزینی همراه با گیربکس ۶ سرعتهٔ دوکلاچه عرضه می‌شود.

### خاورمیانه
شرکت خودروسازی مدیران خودرو در سال ۱۳۹۸ این خودرو را با نام ام‌وی‌ام ایکس۵۵ وارد بازار ایران کرد. این شرکت همچنین مدل فیس‌لیفت این خودرو را در سال ۱۴۰۱ با نام ام‌وی‌ام ایکس۵۵ پرو عرضه کرد. این خودرو در بازار ایران با دو تیپ اکسلنت و اکسلنت اسپرت عرضه شد؛ البته مدل پرو در دو تیپ IE و IE اسپرت نیز عرضه شده است که تفاوت آن با تیپ اکسلنت در کیسه‌های هوای بیشتر و شارژر بی‌سیم (وایرلس) است. ایکس۵۵ در بازار ایران با موتور ۱٫۵ لیتری توربو بنزینی همراه با گیربکس ۶ سرعتهٔ دوکلاچه عرضه شد. اما در ایکس۵۵ پرو، موتور با گیربکس ۹ سرعتهٔ مصنوعی سی‌وی‌تی جفت شده‌است.
در طول سال ۲۰۲۱، این خودرو در برخی کشورهای دیگر خاورمیانه با نام تیگو ۴ پرو عرضه شد. در حال حاضر این خودرو علاوه بر ایران، در کویت، بحرین، قطر، عربستان سعودی و امارات نیز در دسترس است. تیگو ۴ با موتور ۱٫۵ لیتری بنزینی جفت شده با گیربکس سی‌وی‌تی در مدل‌های بیس، کامفورت و لاکچری و با موتور ۱٫۵ لیتری توربو بنزینی همراه با گیربکس ۶ سرعتهٔ دوکلاچه در مدل «فلگشیپ» عرضه می‌شود.